# Canon EOS 5D Mark III
Canon EOS 5D Mark III je digitální jednooká zrcadlovka s CMOS fullframe snímačem o rozlišení 22,3 megapixelu. Tento fotoaparát, který je následovníkem typu EOS 5D Mark II byl představen 2. března 2012, k pětadvacátému výročí představení kinofilmového fotoaparátu EOS 650 a ještě týž měsíc byl uveden do prodeje. Maloobchodní cena byla v USA stanovena na 3.499 dolarů, v České republice se prodával za 79.990 Kč. V roce 2016 se prodával za 75.000 Kč. V srpnu 2016 byl představen nástupce Canon EOS 5D Mark IV (99.990 Kč).

## Změny ve srovnání s EOS 5D Mark II

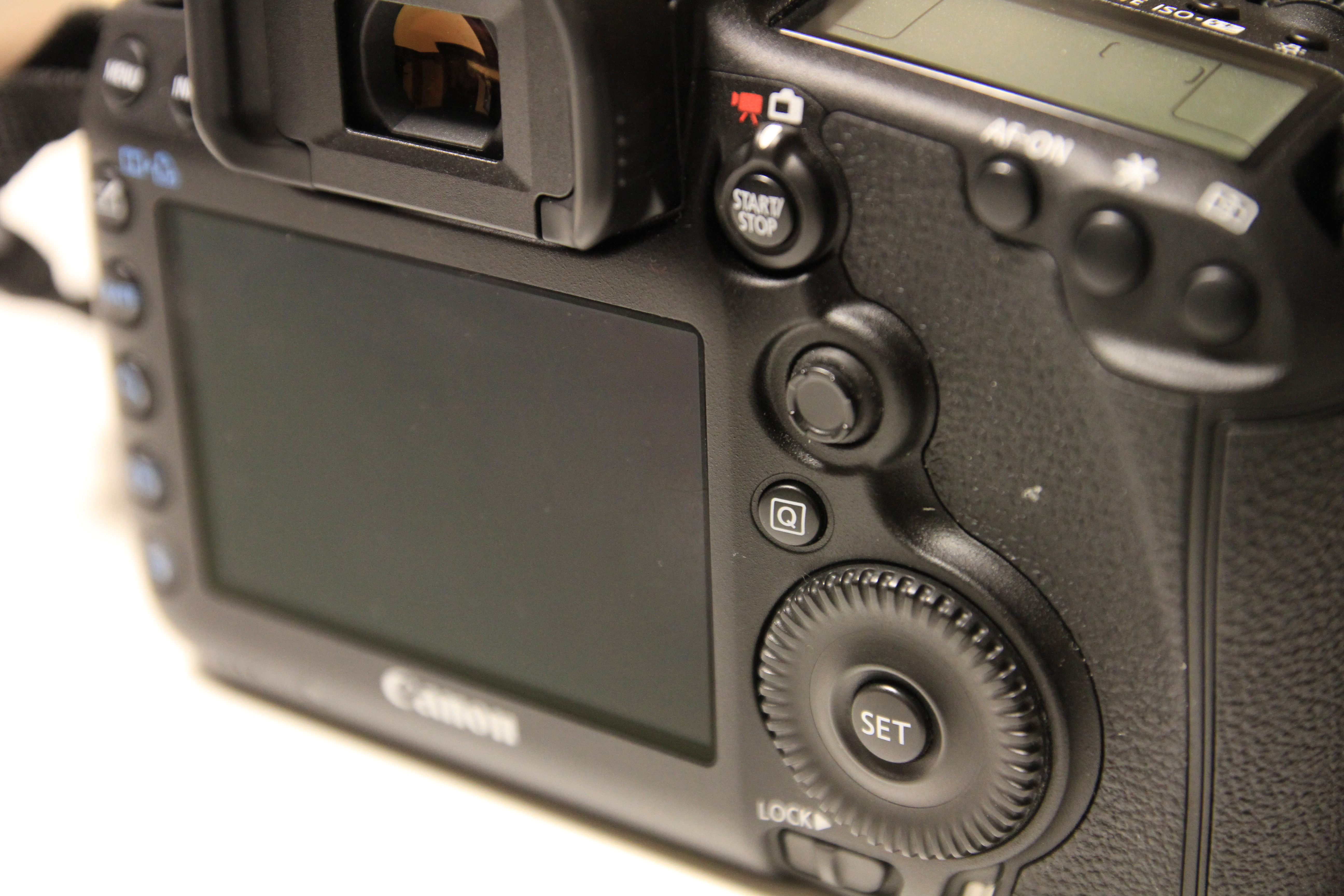
Canon EOS 5D Mark III

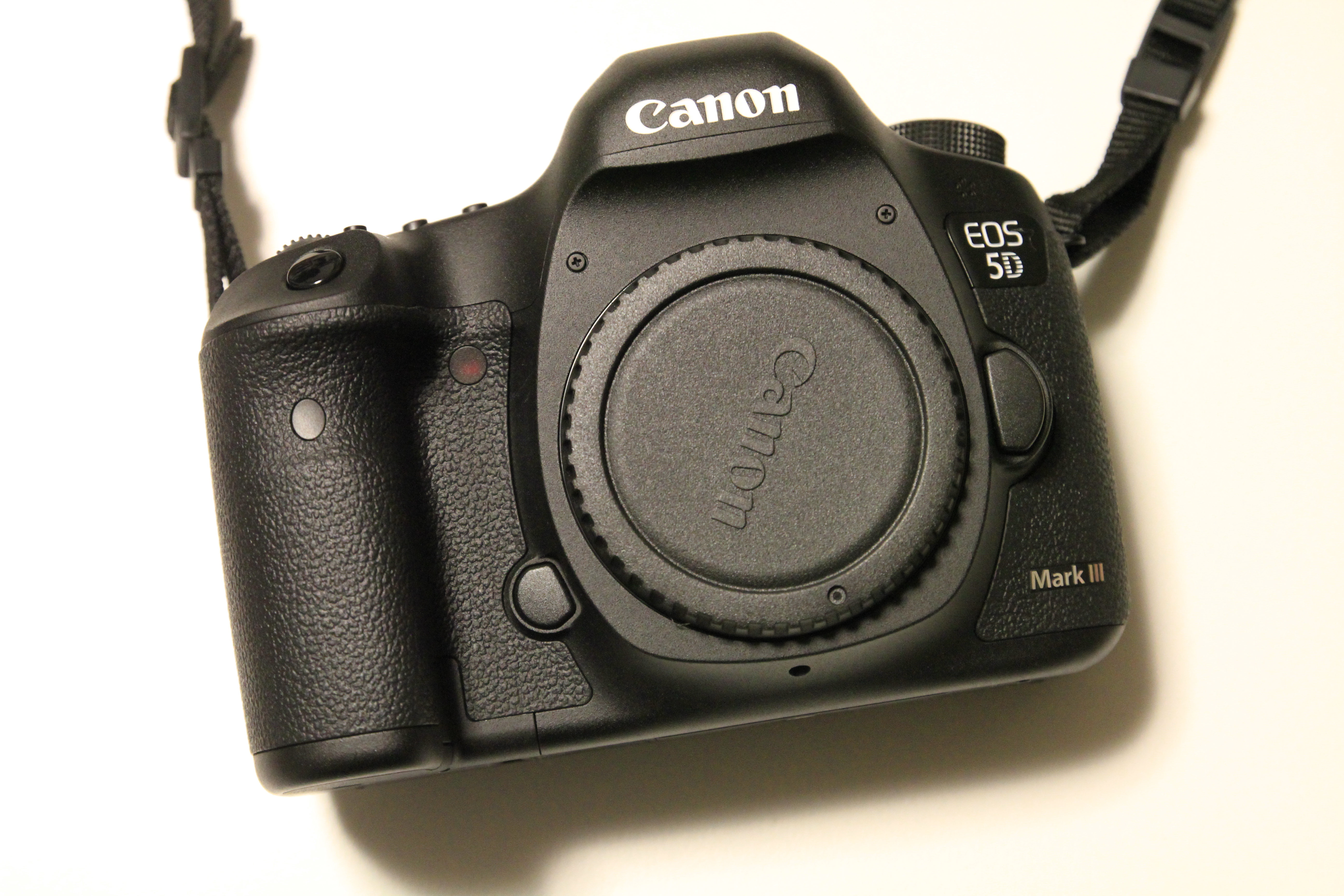
Canon EOS 5D Mark III

- Rozlišení narostlo z 21.1 (5616x3744 px) na 22.3 megapixelu (5760x3840)[1]
- Starší typ DIGIC 4 nahradil nový obrazový procesor DIGIC 5+[2]
- Zdvojnásobila se škála citlivosti na 100-25600 ISO (rozšiřitelná v režimu H1 na 51200, resp. H2 na 102400 ISO)[3]
- 5D Mark III zdědil AF systém z nedávno představené vlajkové lodi EOS-1D-X a je tak prvním aparátem od dob kinofilmové EOS-3, do kterého Canon implementoval svůj nejvyvinutější ostřící systém, aniž by se jednalo o produkt řady EOS 1. Následovník typu Mark II disponuje 61, resp. 41 nebo 40 zaostřovacími poli (v závislosti na použitém objektivu).
- Závěrka se nyní vypořádá až se 6 snímky za sekundu v sériovém snímání. Mark II během sekundy zvládne jen 3,9 snímku.
- Měření expozice odpadla priorita středu, nahradilo jej poměrové měření TTL při plně otevřené cloně s 63 zónami SPC
- Při jednotlivých snímcích nebo v sérii po třech nabízí Mark III tichý režim s nízkými vibracemi. Tato možnost byla u předchozího modelu jen v live-view-only modu.
- 100% pokrytí hledáčku oproti předchozím 98 %[4]
- Původní 76mm LCD displej s poměrem stran 4:3 nahradila zobrazovací jednotka o rozměru 81 mm s poměrem 3:2. Ta zajišťuje, že videa, respektive fotografie jsou zobrazovány ve fullscreen.
- Mark III získal sluchátkový výstup
- Nový typ se dočkal slotů na dva druhy paměťových karet – CompactFlash s podporou UDMA a SD (zahrnující SDHC i SDXC)[5]

## Známá závada
Dne 13. dubna 2012 firma Canon oficiálně přiznala, že v tmavých prostorách ovlivňuje svit LCD displeje funkci expozimetru. Firma poté zastavila distribuci tohoto fotoaparátu, aby mohla závadu opravit i u těch kusů, které již byly zavezeny do maloobchodů. U všech těl expedovaných po prvním květnovém týdnu je neduh opravený už z výroby. Problém vyřešila záplata z černé lepicí pásky.